# سوزان مورو
سوزان مورو أو سوزانا ماورو فرنسيس (بالإنجليزية: Suzanne Morrow)‏ مواليد 14 ديسمبر 1930 ووفيات 11 يونيو 2006 كانت متزلجة فنية على الجليد كندية الجنسية، تنافست في الزوجي مع والاس ديستيلماير. وفاز الزوجان بالميدالية البرونزية في دورة الألعاب الاولمبية الشتوية لعام 1948 وبطولة التزلج على الجليد لعام 1948. يُنسب إليهما أنهما أول زوج يؤدي دوامة الموت.
تنافست مورو أيضًا كمتزلجة فردية في أولمبياد الشتاء لعامي 1948 و 1952.
بعد تقاعدها من المنافسة شغلت مورو منصب حكم في التزلج على الجليد لأكثر من خمسين عامًا. في دورة الألعاب الاولمبية الشتوية عام 1988 في كالجاري أدت القسم الأولمبي، وهي أول امرأة تفعل ذلك في دورة الألعاب الأولمبية الشتوية. في عام 1992 تم إدخالها لقاعة مشاهير كندا للتزلج جنبا إلى جنب مع والاس ديستيلماير. حصلت مورو على شهادتها في الطب البيطري عام 1952 وعملت كطبيبة بيطرية حتى تقاعدها عام 1995. تشاركت لبعض الوقت العيادة مع الدكتورة إديث ويليامز، وهي ثاني امرأة كندية تحصل على شهادة طبيب بيطري وخلال تلك الفترة، عملت أيضًا كحكمة عرض لكل سلالات الكلاب كجزء من نادي بيت الكلب الكندي.

## روابط خارجية
- سوزان مورو على موقع أوليمبيديا (الإنجليزية)